# بنفسج عطري
البنفسج العطري  أو البنفسج الحلو أو بنفسج العطور أو بنفسج الزهور أو بنفسج (باللاتينية: Viola odorata) هو نوع من النباتات المعمرة الصغيرة التي تنتمي لجنس البنفسج التابع للفصيلة البنفسجية. يستوطن البنفسج العطري المروج، والغابات، والأسيجة النباتية في أوروبا وآسيا، وفي وقت لاحق في أمريكا الشمالية وأستراليا بعد أن تم إدخاله إليهما. تتميز نبتة البنفشج العطري بأوراقها البيضوية الشكل والقلبية في قاعدتها، مع سويقات طويلة وزهور عطرة في نهاية السوق الرقيق، تتفتح  خلال الفترة الممتدة مابين فبراير إلى مايو من كل عام.

## تسميات أخرى
يعرف البنفسج العطري بتسميات عديدة أخرى، على غرار: البنفسج الحرجي،  البنفسجي الحلو، البنفسج الإنجليزي،  البنفسج المزهر  أو بنفسج الحدائق.

## المواصفات
البنفسج العطري هو واحد من الأنواع العطرية النادرة للبنفسج.

### الجهاز الخضري
البنفسج العطري هو نبات عشبي معمر يتراوح طول سوقه ما بين 5 إلى 15 سم، ويتميز باحتوائه على جذمور، وهي ساق تحت أرضية يستعملها هذا النوع من البنفسج بغرض الانتشار وتكوين نباتات جديدة لها جذور وسوق عند العقد الساقية. تنبع أوراق النبات من مستوى واحد قريب من سطح الأرض مشكلة وريدة.

### التكاثر
عندما يتعلق الأمر بزهور نبتة البنفسج العطري، فإن اللون المهيمن هو الأرجواني الداكن، ونادرا ما تكون الأزهار بيضاء. تبدء فترة الازدهار عند هذا النوع بداية من مارس وتستمر إلى غاية مايو من كل عام. يتم التلقيح في زهرة منفردة ثنائية الجنس إما ذاتيا أو عن طريق وسيط (حشرات على سبيل المثال).

### البذور
تتكون ثمار البنفسج العطري من كبسولة تحوي بذورا بداخلها. تتحرر هذه البذور بفعل آلية ميكانيكية ناتجة عن تجفف الكبسولة الذي يخلق ضغطا جانبيا على البذور على نحو سلس، عندما يصبح هذا الضغط عالية جدا، يتم طرد البذور بعنف لتسقط على الأرض. بعد تحررها، تشكل هذه البذور الغنية بالدهون والأحماض الأمينية مادة جذب للنمل الذي يعمل على تفريقها ما يضمن استمراريتها وانتشارها على مجال جغرافي واسع.

## في التاريخ

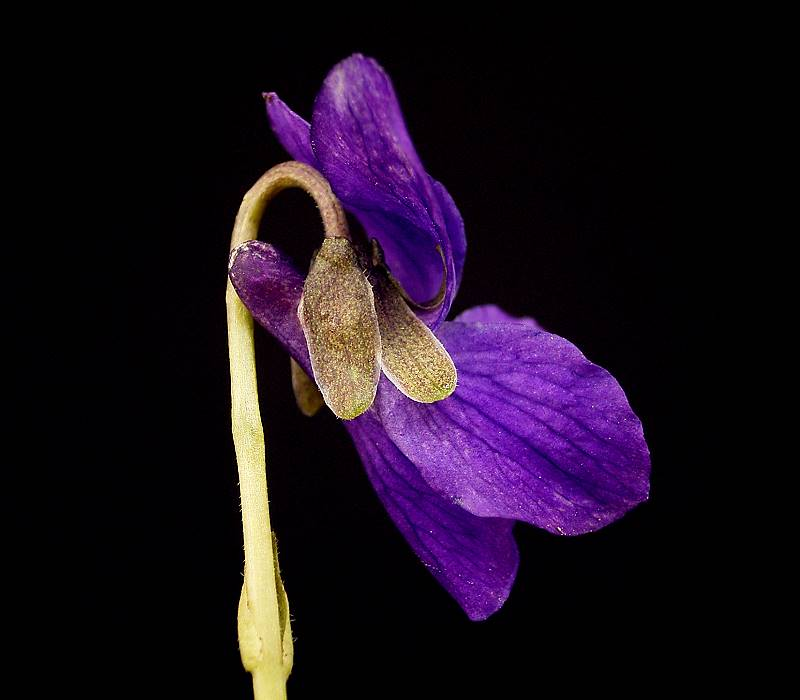
زهرة البنفسج العطري

تاريخيا كانت زهرة البنفسج مفضلة في اليونان القديمة حتى أصبح رمزا لأثينا.
بحلول العصور الوسطى اعتبر البنفسج العطري بمثابة نبات سحري منشط للشهوة الجنسية. حيث كان يعتقد أن زهوره الممزوجة مع زهور الضرم الضيق الأوراق، مخاط في الوسائد، يؤهب الحب بفضل عطور الحسية.

## طب الأعشاب
يستخدم البنفسج عادة في الطب البديل كدواء عشبي لعلاج مجموعة متنوعة من أمراض الجهاز التنفسي،  الالتهاب،  الأرق واضطرابات الجلد. مع ذلك، لا توجد حاليا أدلة كافية يمكتها دعم فعالية ونجاعة هذه الاستخدامات.

## الاستعمال
على مر التاريخ تم اختيار العديد من الأصناف النباتية لاستنباتها في الحدائق، بما في ذلك «البنفسج العطري».
بحلول أواخر العصر الفيكتوري اكتسبت رائحة زهرة البنفسج العطري شعبية، فشاع استخدامها في إنتاج العديد من العطور ومستحضرات التجميل المعطرة. حيث أن رائحة الزهور الأرجوانية اعتبرت ولا تزال تعتبر مميزة، خاصة بوجود عدد قليل فقط من الزهور الأخرى التي لها رائحة مماثلة يمكن استنشاقها على مسافة.
أهم تلك الإشارات التي تمت إلى نبتة البنفسج وطبيعتها العطرية المرغوبة راجع بالأساس إلى مصادر كلاسيكية مثل بليني وهوراس، عندما تم استخدام مصطلح «أيون» لوصف الزهرة التي اشتق اسمها من المركبات الكيميائية العطرية أيونون المميزة لهذه الزهرة.
كتب باوتشر في سنة 1923 أن هذه الزهور (البنفسج العطري) كانت تزرع على نطاق واسع سواء في أوروبا أو في الشرق أساسا بغرض الحصول على عطرها، كل من الزهور والأوراق كان يجري جمعها بشكل منفصل ليتم فيقت لاحق استخراج العطور منها. الزهور التي يتم جمعها كانت تستخدم أيضا في صنع شراب غلينيكال الحلويات  في إنتاج الدواء.
هناك بعض الشكوك حول ما إذا كان مستخلص زهرة البنفسج الحقيقي لا يزال يستخدم بشكل فعلي في العطور التجارية. كان ذلك بالتأكيد في بداية القرن العشرين،  ولكن بحلول الوقت الذي كتب عن ذلك ستيفن أركتاندر في أواخر الخمسينيات وأوائل الستينات، كان الإنتاج قد «اختفى تقريبا». إلا أن أوراق البنفسج الخالصة لا تزال تستخدم على نطاق واسع إلي غاية اليون في صناعة العطور الحديثة.
الأوراق أيضا هي صالحة للأكل وتستخدم عادة في السلطة. فيما المستخرك الخالص لزهرة البنفسج متاح أيضا لاستخدامات الطهي، وبصفة خاصة في البلدان الأوروبية، لكنه يظل مكلفا. في هذا السياق يعرف الفرنسيون أيضا بشرابهم الأرجواني الذي غالبا ما يكون محضرا من مستخرج البنفسج. هذا الشراب يستخدم أيضا في الولايات المتحدة لصنع حلوى الخطمي والكعك الأرجواني.

## روابط خارجية
- جمعية البنفسج الأمريكية نسخة محفوظة 1 أغسطس 2015 على موقع واي باك مشين.